# Don't Fence Me In (film)
Don't Fence Me In è un film del 1945 diretto da John English.
È un film western statunitense con Roy Rogers, George 'Gabby' Hayes e Dale Evans.

## Produzione
Il film, diretto da John English su una sceneggiatura di Dorrell McGowan, Stuart E. McGowan e John K. Butler, fu prodotto da Donald H. Brown per la Republic Pictures e girato a Lake Arrowhead e nella Big Bear Valley (San Bernardino National Forest) in California.

## Colonna sonora
- A Kiss Goodnight - scritta da Freddie Slack, Reba H. Herman e Floyd Victor, cantata da Dale Evans
- Choo Choo Polka - scritta da Mike Shores e Zeke Manners, cantata da Roy Rogers e dai Sons of the Pioneers
- My Little Buckaroo  - musica di M.K. Jerome, parole di Jack Scholl, cantata da Roy Rogers
- Don't Fence Me In - scritta da Cole Porter, cantata da Roy Rogers, Dale Evans e dai Sons of the Pioneers
- Last Roundup - scritta da Billy Hill, cantata dai the Sons of the Pioneers
- Along the Navajo Trail - scritta da Larry Markes, Dick Charles e Edgar De Lange, cantata da Roy Rogers e dai Sons of the Pioneers
- Tumbling Tumbleweeds - scritta da Bob Nolan, cantata dai the Sons of the Pioneers
- Lights of Old Santa Fe - scritta da Jack Elliott, suonata dai Sons of the Pioneers

## Distribuzione
Il film fu distribuito negli Stati Uniti dal 20 ottobre 1945 al cinema dalla Republic Pictures.
Altre distribuzioni:
- in Austria il 4 agosto 1950 (Wildwest rechnet ab)
- in Grecia (Ego kai esy)
- in Brasile (Não Me Encerre)

## Promozione
Le tagline sono:
- "TANTALIZING TUNES! BARKING SIX-GUNS! (original ad)".
- "THE KING OF THE COWBOYS, AT HIS BEST! (original ad)".
- "Roy's Biggest, Singingest Hit! His Grandest Musical Romance! ".
- ""Let me ride thru the wide open country that I love..." (original one-sheet poster)".